# Lac de Créteil
Le lac de Créteil est un lac artificiel urbain de 42 hectares situé à Créteil (Val-de-Marne). Il s'agit d'une ancienne carrière reconvertie en lac au milieu des années 1970.

## Historique
Au début de l'année 1968, un projet de réalisation du Parc d’intérêt général de Créteil voit le jour.
Le relief alentour a été créé avec la terre excavée lors du creusement du forum des Halles. S'y trouvent ainsi, depuis 1978, une base de loisirs, une Maison de la nature, une école de voile, des jardins, dont le Jardin d'Arménie et le Jardin de la Croisette, et des zones de promenades.
Les travaux d'aménagements des abords du lac durent jusqu'en 1988.
En 2001, des germes de botulisme ont été découverts dans des cadavres de cygnes et de poissons, ce qui a entraîné la suspension de l'autorisation de pêcher jusqu'en 2004.
Depuis 2003, la gestion de la Maison de la Nature a été confiée à l'association Nature et Société. Des études sur le Lac de Créteil sont consultables à la Maison de la Nature de l'Île de loisirs de Créteil.
En août 2023, la circulation sur l'eau est fermée au public car la surface du lac s'est trouvée recouverte de cyanobactéries (couche algueuse verdâtre). Ce problème récurrent depuis plusieurs années est attribuable au déversoir du réservoir du Mont-Mesly « qui apporte des nutriments en trop grand nombre dans le lac », mais aussi aux aliments lancés par les passants aux oiseaux et qui se décomposent dans l'eau.

## Environnement
Une petite partie du site (4 hectares) comprenant notamment des friches est cependant classée à l'Inventaire national du patrimoine naturel comme Zone naturelle d'intérêt écologique, faunistique et floristique de type 1.
Des carpes atteignant les 30 kilos vivent dans les profondeurs du lac.
En hiver, le lac gèle mais les autorités rappellent qu'il est interdit car dangereux de s'aventurer sur la glace.

## Accès
Ce site est desservi par 2 stations de la ligne 8 du métro : Créteil - Préfecture et le terminus, Pointe du Lac.

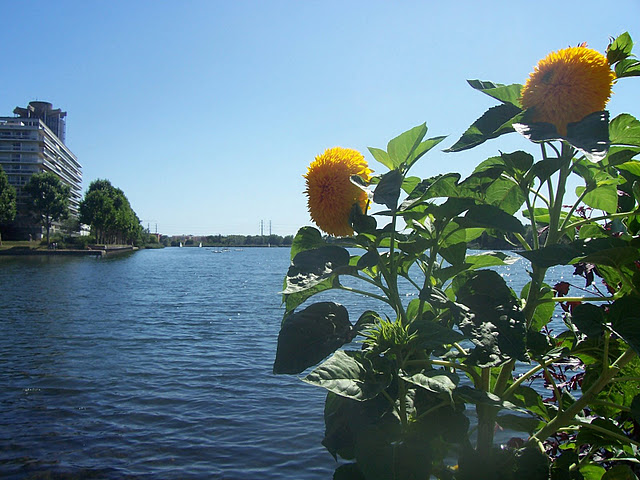
Entre ville et nature
École de voile de Créteil.
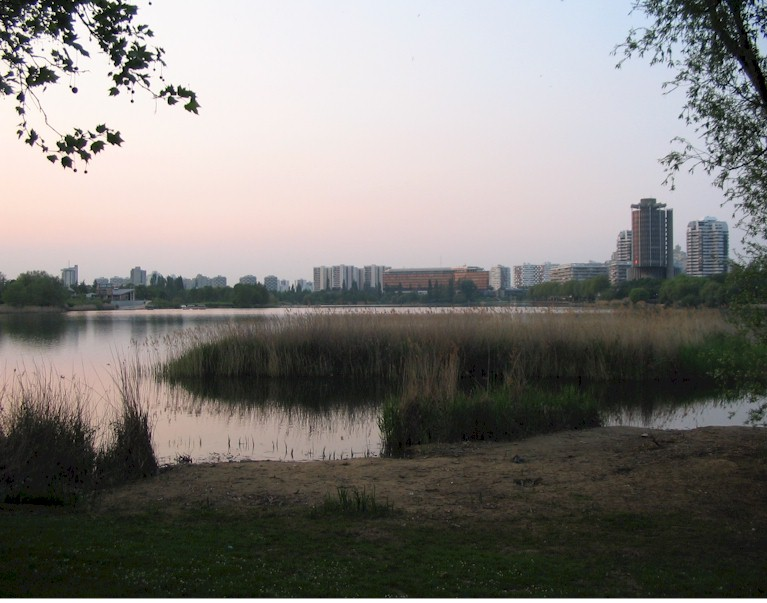
Zone végétale
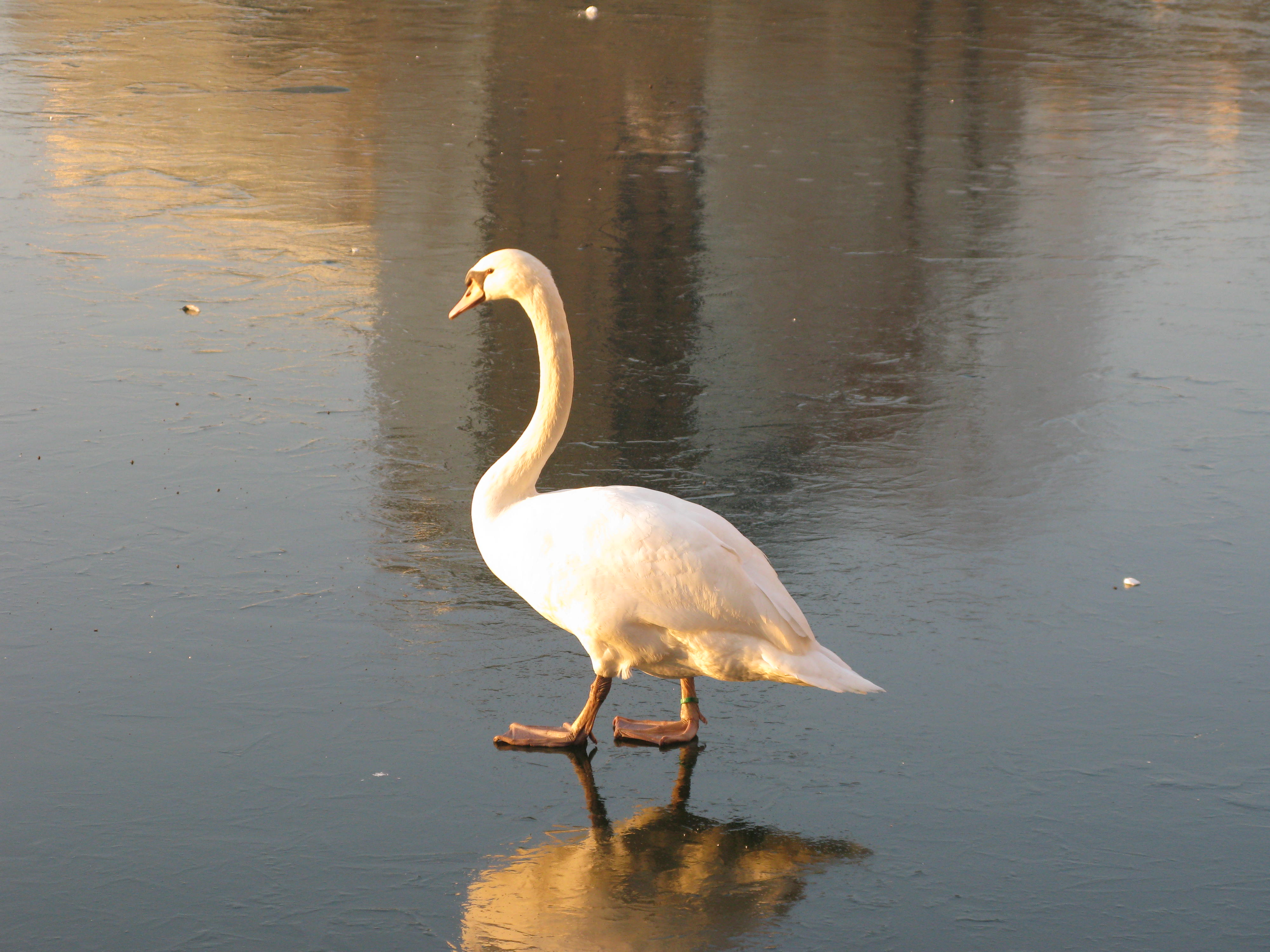
Un cygne sur le lac gelé.
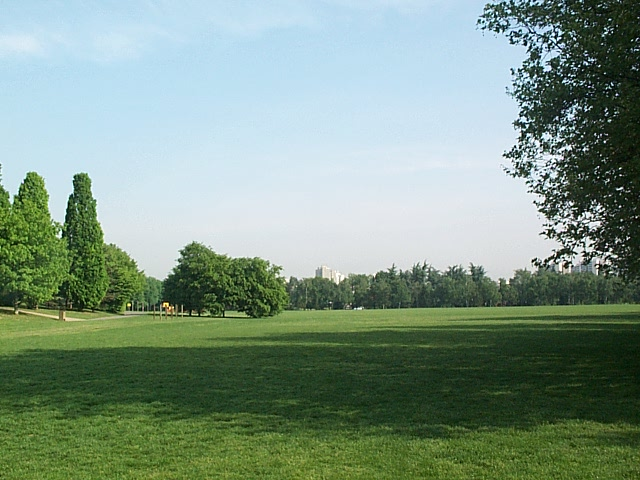
Parc du lac
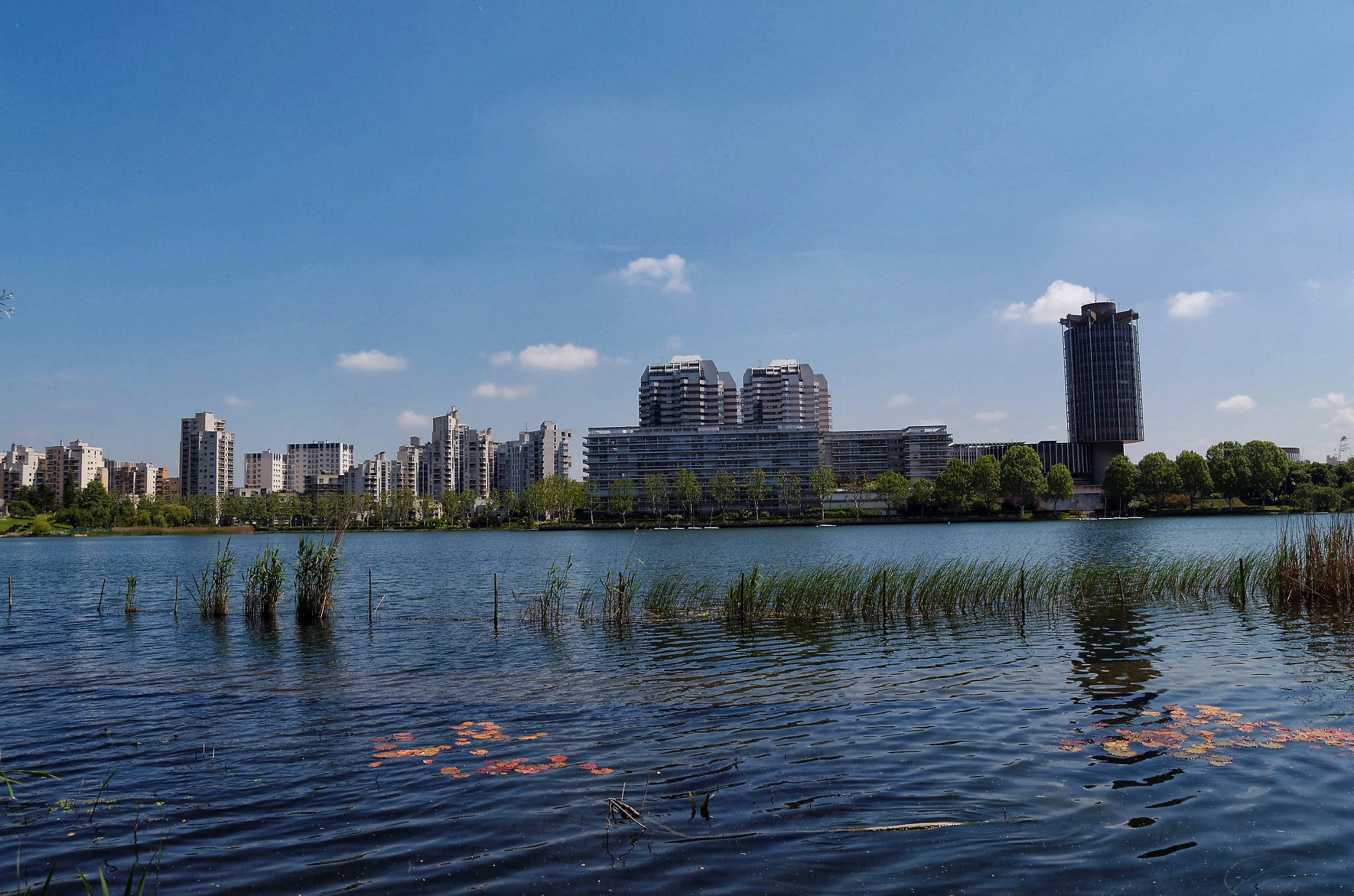
Panoramique du lac de Créteil
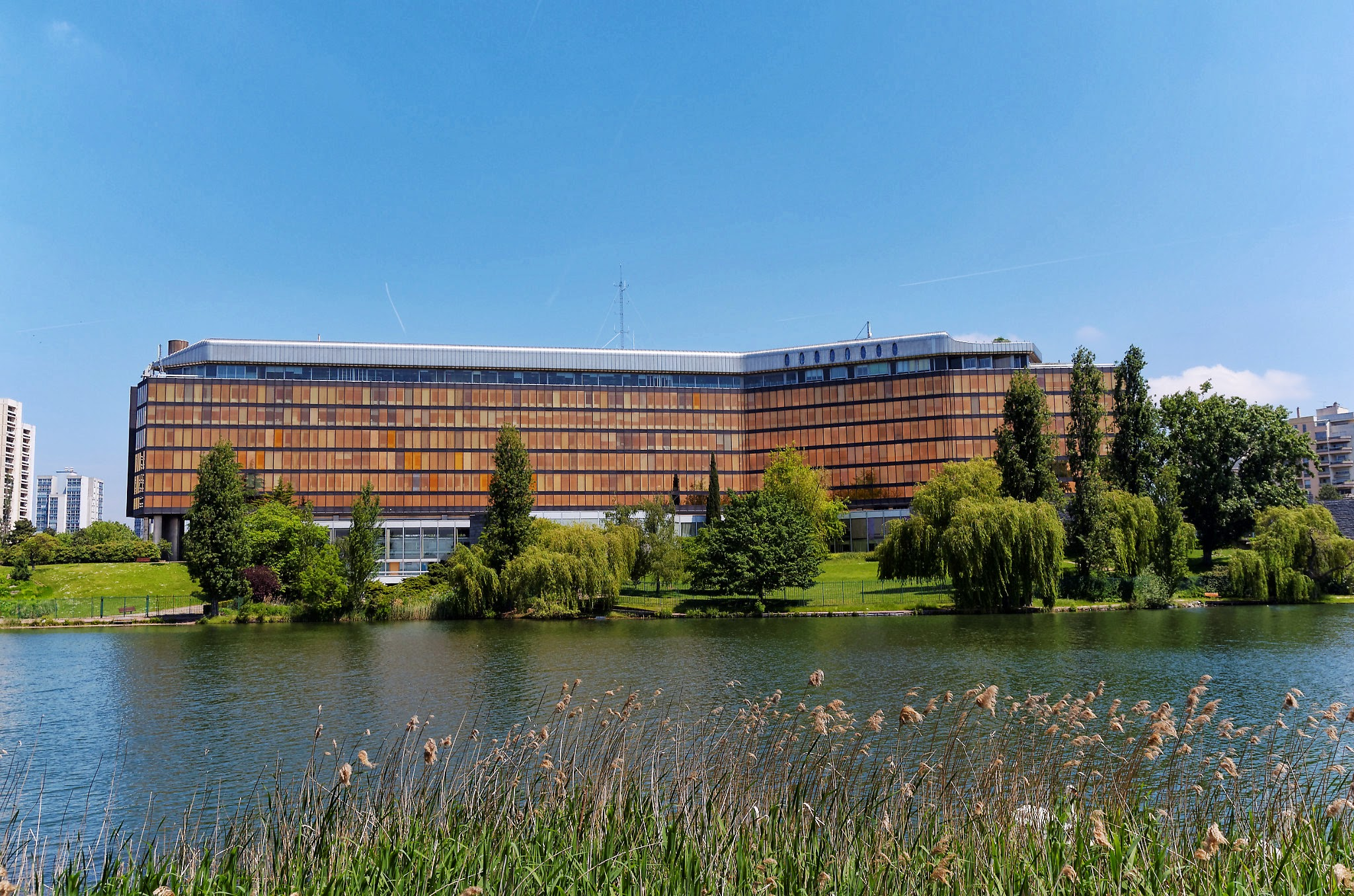
Hôtel du département du Val-de-Marne

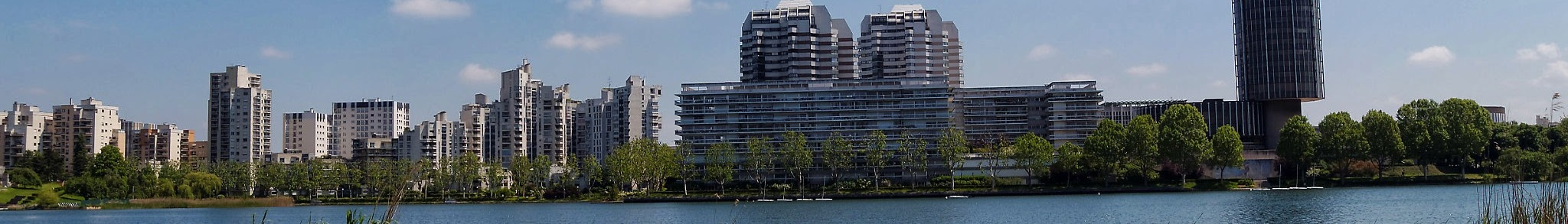
Panoramique du lac de Créteil